# NGC 6875A
NGC 6875A је спирална галаксија у сазвежђу Телескоп која се налази на NGC листи објеката дубоког неба.
Деклинација објекта је - 46° 8' 35" а ректасцензија 20h 11m 55,9s. Привидна величина (магнитуда) објекта NGC 6875 износи 13,2 а фотографска магнитуда 14,0. NGC 6875A је још познат и под ознакама ESO 284-24, IRAS 20084-4617, PGC 64240.